# Nenciulești
Nenciulești is een Roemeense gemeente in het district Teleorman.
Nenciulești telt 2652 inwoners.